# Diaethria euclides
Diaethria euclides är en fjärilsart som beskrevs av Pierre André Latreille 1811. Diaethria euclides ingår i släktet Diaethria och familjen praktfjärilar. Inga underarter finns listade i Catalogue of Life.